# 龙永图
龙永图（1943年5月1日—），男，湖南攸县人，中国经济学家。

## 生平
龙永图祖籍湖南省攸县，生于长沙市，在贵州贵阳长大。早年就读于贵阳八中、贵州大学外语系。1965年毕业后到外交部工作。1973年到英国伦敦政治经济学院攻读国际经济学专业。1978年开始，在中国常驻联合国代表团、联合国开发计划署、中国国际经济技术交流中心工作:830。
1992年就任外经贸部国际经贸关系司司长。1994年4月就任外经贸部部长助理，负责中国加入WTO的谈判。1997年2月就任外经贸部副部长，并晋升为首席谈判代表，负责贸易谈判及多边经济与法律事务，是中国复关及中国加入世贸组织谈判的首席谈判代表。
2003年初辞去了外经贸部副部长的职务，出任非官方国际组织——博鳌亚洲论坛的秘书长，致力于让博鳌论坛成为最活跃的国际经济论坛，成为全球研究亚洲问题最权威的智囊机构和高层次的对话平台。
2003年底，被评为央视2003年度经济人物。
2012年10月，与柳传志、柯文斯共同担任全球CEO发展大会联合主席。

## 争议言论
|                                                      | 对待刁民，政府要硬气，不要被刁民挟持。 |
| ——博鳌亚洲论坛秘书长龙永图，广东增城公园化战略研讨会 |                                        |

|  | 我觉得全世界特别是很多媒体谈中国的泡沫，谈了很多年，好像从来没有出现过真正的全面的泡沫，所以我觉得从中国经济发展的阶段和发展的势头来看，特别是中国巨大的势头，总得来讲不存在泡沫的问题，很多的问题还是继续发展的问题。 …… 中国的泡沫应该分地区、行业、时间，所以从房地产的问题来讲谈不上复苏，因为中国的房地产不是复苏的问题，中国的房地产是健康的发展，不需要打压。 |

|  | 中国汽车产业不必刻意追求自主品牌 |

|  | “中国汽车业不一定需要自主品牌”—— 2005年花都汽车论坛 龙永图的观点是，中国汽车业不必刻意追求自主品牌，“只要其中许多核心零部件和核心技术是在中国开发、在中国使用的，它叫什么名字就已经不重要了，关键是在高起点的基础上参与全球化的合作和竞争”。 |

|  | “对待刁民，政府要硬气，不要被刁民挟持。“—— 2008年广东增城公园化战略研讨会 博鳌亚洲论坛秘书长龙永图日前在出席广东省增城市公园化战略研讨会时表示，对待刁民政府要硬气，不要被刁民挟持。谈到当下时有出现的“最牛钉子户”，龙永图认为，要平等协商但不能要价过高。他认为，有些钉子户要价过高，不光要房价还要地价，而地是国家所有的，因此政府要以人为本、以大多数人的利益为本，不能做群众的尾巴。博鳌亚洲论坛秘书长龙永图在出席增城市公园化战略研讨会时表示，建议发行土地票，农民进城工作后，可以通过土地票将农村的土地到城市来置换，以提高土地的利用率。 |

|  | “2/3房子应由政府供应”—— 2009年中国(南京)城市运营及区域经济发展高峰论坛 据媒体报道，在南京一个论坛上，中国入世首席谈判代表、现任博鳌亚洲论坛秘书长龙永图出语不凡。他说，“2/3的房子都应由政府提供，1/3开发商去做，这样才能把房价问题解决”。在土地供应方面，他表示政府应该把交通方便的地段留下来给老百姓盖房子，富人有钱，可以把高档房建到郊区去。 |